# Federal Hall

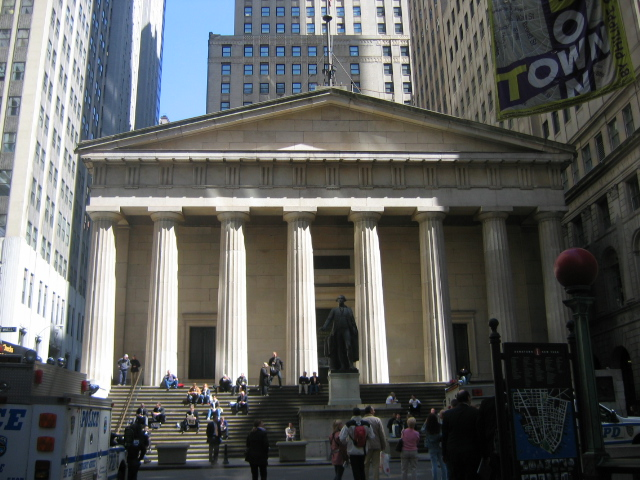
Federal Hall National Memorial, Nova York

Federal Hall, situat al 26, Wall Street ha estat l'emplaçament del primer parlament de Nova York, i el primer parlament dels Estats Units d'Amèrica. L'edifici original va ser destruït al segle xix i reemplaçat per l'estructura actual. L'edifici pertany ara al Nacional Park Service amb el nom de Federal Hall National Memorial, un museu que commemora l'edifici precedent. Està inscrit al Nacional Register of Historic Places.
Federal Hall és, amb el Nacional City Bank Building, l'immoble més antic de Wall Street. Una estàtua de George Washington de 1882 de l'escultor John Quincy Adams Ward davant l'entrada recorda que va ser allà que el primer  president americà va pronunciar el seu jurament d'investidura el 1789. La seva arquitectura d'estil Greek Revival contrasta amb els gratacels propers.